# Bidebieta
El barrio "Miracruz-Bidebieta" se encuentra englobado en el distrito "Este" junto con los barrios de Altza, Intxaurrondo y Ulia.
Se sitúa a la izquierda de la carretera que de Donostia va a Pasaia e Irún, limita con el barrio de Ulía en el caserío Mendiola, al suroeste el Alto de Miracruz le separa de Herrera (barrio de Alza) y la calle Azkuene pone límite con Trintxerpe (municipio de Pasajes). 
Bidebieta es uno de los barrios más jóvenes de la ciudad de San Sebastián que se encuentra situado en su extrarradio y cuyo distrito limita por su vertiente Este con la localidad de Pasajes, cerca del puerto del mismo nombre. 

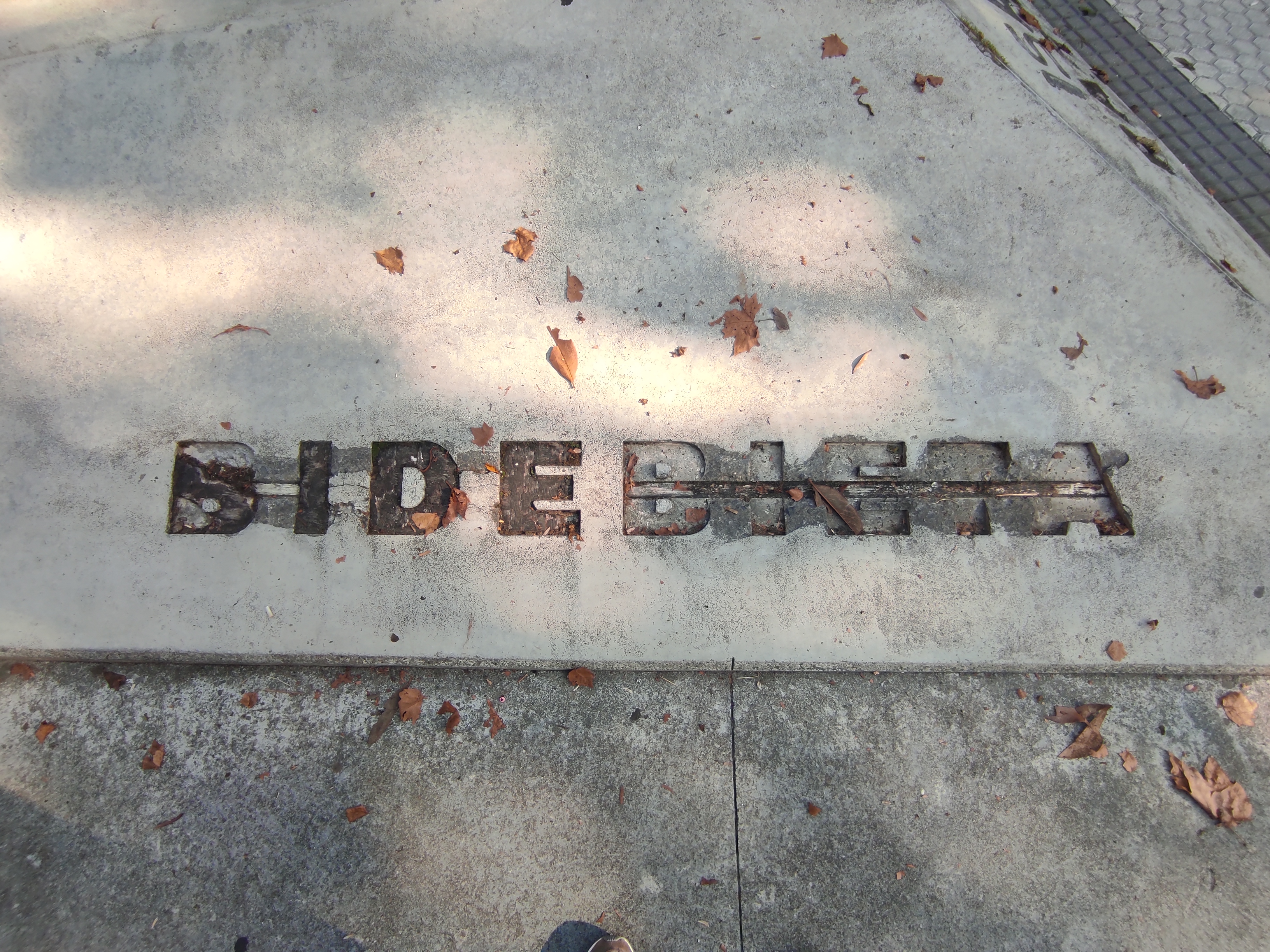

## Historia
Originariamente denominado como "La paz" en conmemoración de los primeros 25 años de armisticio en España, fue inaugurado por Francisco Franco en la década de los años 60. El entonces máximo mandatario del Estado español se personó a los pies de lo que hoy es el número 27 del Paseo de Serapio Múgica, junto con diversas personalidades de la época, para conocer in situ la amplitud de uno de los pisos cuya construcción se acababa de realizar. En total se construyeron un total de 12 torres con 15 pisos en cada una de ellas. Estos edificios primarios son conocidos popularmente como "los doce apóstoles" y son claramente diferentes al resto de rascacielos que se construyeron más tarde en el entorno de la misma zona. Franco no mostró una especial satisfacción tras la visita al citado apartamento, dejando entender que era demasiado pequeño para sus próximos ocupantes; unas familias que por aquellas épocas acostumbraban a tener numerosos hijos. Astutamente, los encargados de aquella visita tuvieron a bien mostrarle uno de los pisos de las torres más amplias, mas lo que nunca supo el Caudillo es que la mitad de todas aquellas viviendas eran todavía más pequeñas.
Tras la finalización de la construcción de "los doce apóstoles", Bidebieta apenas era un polígono de viviendas habitadas. El barrio se encontraba rodeado tan sólo de monte, dos caseríos que continúan en pie a día de hoy y cuyos nombres son Mendiola (antiguo merendero dominical) y Moneda (actual Centro Kutxazabal) y de la Fábrica Nacional de Contadores; situada al Sur del barrio y a los pies de la Avenida del Alcalde José Elósegui.
A partir del año 1973, la zona vive una época de crecimiento y expansión inmobiliaria espectacular que no finalizaría hasta la década de 2000, donde los cambios han sido más que notables: Derribos diversos (Bacaladera, Pinturas Hermanos Franco, Campo de Tiro Nacional, Parque Viejo, Fábrica Nacional de Contadores) que han dejado paso a nuevos paisajes (Viviendas y plaza Nornahi, Edificio Garaje Inglés, Parque Allende, Nuevo parque de Bidebieta, Viviendas de VPO, frontón municipal, nuevo campo de fútbol de hierba artificial César Benito (antiguamente denominado Jasonebaso) y la Urbanización de Contadores. Todo este impacto arquitectónico tuvo su conclusión en 2005, donde se renovaron farolas, aceras, canalizaciones, alcantarillado y asfalto de todo el barrio.

## Geografía
Bidebieta se ubica específicamente a los pies de la ladera sur del monte Ulía. Esta característica proporciona al barrio un cobijo frente a los fríos vientos del mar Cantábrico, que se sitúa a poco más de 1,5 kilómetros hacia el Norte.
La entrada y la salida al barrio (en coche) no es única, hay dos salidas en el cual puedes acceder a "Trintxerpe" directamente o da la opción de acceder a San Sebastián o a "Trintxerpe".
En dicho monte se encuentra el caserío Mendiola, antiguo merendero donde las familias se tomaban su tortilla de bacalao tras un paseo por Ulia, más tarde fue sidrería y actual mente sólo se dedica a la agricultura. Esta característica proporciona al barrio un cobijo frente a los fríos vientos del mar.

## Población
En el barrio de Miracruz-Bidebieta habitan 8619 donostiarras (eustat, sept. 2022), quienes disponen de equipamientos,  entre los que encontramos cuatro parques (Bidebieta, Allende, Elósegui 145 e Ibarruri), un polideportivo municipal (Bidebieta), cuatro colegios (La Asunción, Mendiola, San Luis La Salle y Herri Ametsa ikastola), un instituto de secundaria (Bideberri), un centro de salud de atención primaria, una guardería municipal (Bidebieta Hirusta), dos 
asociaciones de jubilados (Guardaplata y Aterpea) dos iglesias católicas (San Francisco Javier y San Luis Gonzaga), una funeraria, un centro de servicios sociales, el centro de obra social "Kutxazabal" y el centro joven "Kontadores" (espacio para conciertos, representaciones teatrales, salas para realizar actividades, cursos, etc.).
Cuenta, además, con variados comercios de proximidad, cinco supermercados, una gasolinera, numerosos bares/restaurantes, pastelerías/panaderías, cinco farmacias, dos clínicas veterinarias y varios talleres de coches, entre otros.
Según datos del eustat (sept. 2023), la renta total media de sus habitantes es de 21.150€ anuales.

## Callejero
- Alcalde José Elosegi, Avenida del / José Elosegi Alkatearen Hiribidea (Alcalde José Elósegui, 1960)
- Azkuene, Calle de / Azkuene Kalea (1976)
- Cedro, Plaza del / Zedroaren Plaza (1973)
- Colombine (Carmen Burgos), Calle de / Colombine (Carmen Burgos) Kalea (2005)
- Dolores Ibarruri, Parque de / Dolores Ibarruri Parkea (2005)
- Francés, Calle del / Frantsesaren Kalea (1975)
- Gloria Fuertes, Pasaje de / Gloria Fuertes Pasaia (2005)
- Gomistegi, Calle de / Gomistegi Kalea (1982)
- Guardaplata, Camino de / Guardaplata Bidea (1988)
- José Sebastián Laboa, Calle de / José Sebastián Laboa (2005)
- Juan XXIII, Paseo de / Joan XXIII-aren Pasealekua (1973)
- Juan Karlos Gerra, Calle de / Juan Karlos Gerra Kalea (2014)
- Julianaene, Calle de / Julianaene Kalea (1988)
- Julio Urkixo, Paseo de / Julio Urkixo Pasealekua (2014)
- Kaskarre, Calle de / Kaskarre Kalea (1975)
- Luis Pradera, Calle de / Luis Pradera Kalea (1950)
- Macondo, Calle de / Macondo Kalea (2005)
- Mendiola, Camino de / Mendiola Bidea (1988)
- Montesol, Grupo / Eguzkimendi Auzunea (1975)
- Nornahi (Ignazia Zabalo), Plaza de / Nornahi (Ignazia Zabalo) Plaza (
- Obaba, Pasaje de / Obaba Pasaia (2005)
- Olmos, Paseo de los / Zumardi Pasealekua (1973)
- Parada, Calle de / Parada Kalea (2014)
- Pasai San Pedro, Avenida de / Pasai San Pedro Hiribidea (¿?)
- San Antonio, Calle de / San Antonio Kalea (1975)
- Serapio Mujika, Paseo de / Serapio Mujika Pasealekua (¿?)
- Ulia, Paseo de / Ulia Pasealekua (1975)

- Datos: Q2370340
- Multimedia: Bidebieta / Q2370340